# Apple A9
L'Apple A9 és un sistema en xip (SoC) basat en ARM de 64 bits, dissenyat per Apple Inc. Fabricat per a Apple tant per TSMC com per Samsung, va aparèixer per primera vegada a l'iPhone 6S i 6S Plus que es van presentar el 9 de setembre de 2015. Apple afirma que té un 70% més de rendiment de la CPU i un 90% més de rendiment gràfic en comparació amb el seu predecessor, l'Apple A8. El 12 de setembre de 2018, l'iPhone 6S i l'iPhone 6S Plus juntament amb l'iPhone SE de primera generació es van deixar de fabricar, posant fi a la producció de xips A9. Les últimes actualitzacions de programari per a l'iPhone 6S i 6S Plus, inclosos els sistemes de variants de 1a generació de l'iPhone SE que utilitzen aquest xip són iOS 15.7.9, llançat el 12 de setembre de 2023, ja que es van suspendre amb el llançament d'iOS 16 el 2022, i per al La cinquena generació de l'iPad que utilitzava aquest xip era l'iPadOS 16.5, llançat el 18 de maig de 2023, ja que es va suspendre amb el llançament de l'iPadOS 17 el 2023.

## Disseny
L'A9 inclou un 1.85 de 64 bits dissenyat per Apple GHz CPU ARMv8-A de doble nucli anomenada Twister. L'A9 de l'iPhone 6S té 2 GB de RAM LPDDR4 inclosos al paquet. L'A9 té una memòria cau L1 per nucli de 64 KB per a dades i 64 KB per a instruccions, una memòria cau L2 de 3 MB compartida pels dos nuclis de la CPU i una memòria cau L3 de 4 MB que dona servei a tot el SoC i actua com a memòria cau de la víctima. L'A9 també inclou una GPU personalitzada PowerVR Series7XT @ 650 MHz, que inclou 6 nuclis d'ombra personalitzats i un compilador d'Apple.
L'A9 inclou un nou processador d'imatge, una característica introduïda originalment a l'A5 i actualitzada per última vegada a l'A7, amb una millor reducció de soroll temporal i espacial, així com un mapa de to local millorat. L'A9 integra directament un coprocessador de moviment M9 incrustat, una característica introduïda originalment amb l'A7 com a xip separat. A més de donar servei a l'acceleròmetre, el giroscopi, la brúixola i el baròmetre, el coprocessador M9 pot reconèixer les ordres de veu de Siri.
L'A9 té suport de codificació de còdec de vídeo per a H.264. Compta amb suport de descodificació per a HEVC, H.264, MPEG-4 i Motion JPEG.
L'A9 inclou una solució d'emmagatzematge personalitzada, que utilitza un controlador basat en NVMe dissenyat per Apple que es comunica mitjançant una connexió PCIe. El disseny NAND de l'iPhone 6s s'assembla més a un SSD de classe PC que a la memòria flash incrustada habitual en dispositius mòbils. Això li dona al telèfon un avantatge significatiu de rendiment d'emmagatzematge respecte als competidors que sovint utilitzen eMMC o UFS per connectar-se a la seva memòria flaix.

## Microarquitectura
La microarquitectura de l'A9 és similar a la microarquitectura Cyclone de segona generació (utilitzada al xip A8). Algunes de les característiques microarquitectòniques són les següents:
| Amplada de l'emissió                    | 6 microoperacions   |
| ROB                                     | 196 microoperacions |
| Latència de càrrega                     | 8 cicles            |
| Pena per mala predicció de branca       | 9                   |
| Nombre de tubs enters                   | 4                   |
| Nombre d'ALU del canviador              | 4                   |
| Unitats de càrrega/emmagatzematge       | 2                   |
| Mida enter del buffer de canonada       | 48                  |
| Nombre d'unitats d'oficina              | 2                   |
| Unitats de branca indirecta             | 1                   |
| Mida del tampó de la canonada de branca | 24                  |
| FP ALUs                                 | 3                   |

Aproximadament la meitat de l'augment de rendiment de l'A8 prové de la freqüència d'1,85 GHz. Aproximadament una quarta part prové del subsistema de millor memòria (cachés 3 vegades més grans). La quarta part restant prové de l'ajustament microarquitectònic i del node tecnològic més petit.

## Productes que inclouen l'Apple A9
- iPhone 6S i 6S Plus
- iPhone SE (1a generació)
- iPad (5a generació)